# Ділетта Карлі
Ділетта Карлі (італ. Diletta Carli; нар. 7 травня 1996) — італійська плавчиня.
Учасниця Олімпійських Ігор 2012, 2016 років.